# Umma Sulcus
L'Umma Sulcus è una struttura geologica della superficie di Ganimede.